# شکست‌سنج

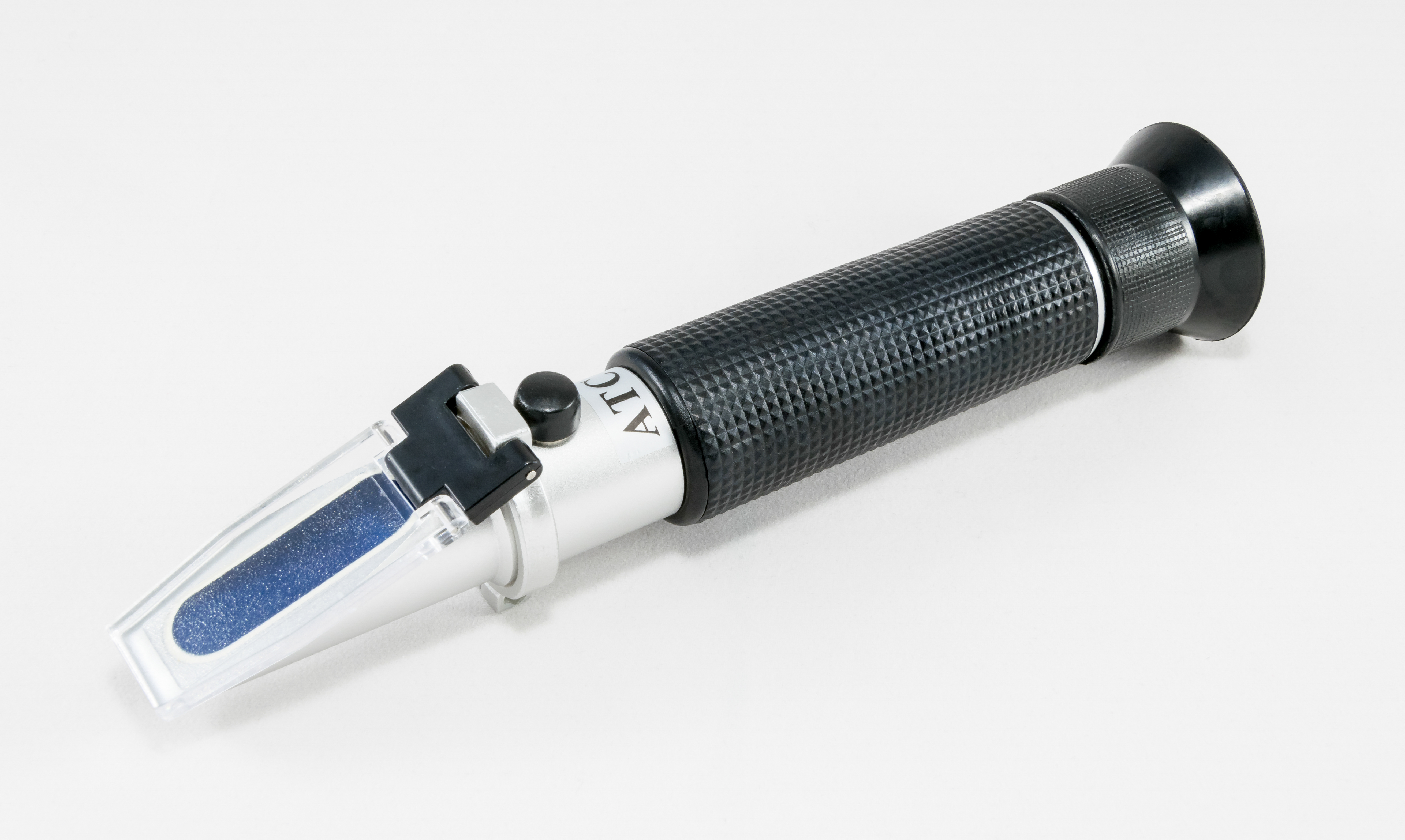
یک رفرکتومتر دستی

شکست سنج یا رفرکتومتر (به انگلیسی: Refractometer) دستگاهی است که کاربردهای آن در صنایع غذایی، دارویی و شیمیایی برای تعیین نوع ماده وغلظت وبریکس می‌باشد این دستگاه قابلیت اندازه گیری ضریب شکست نور و نیز پارامتر " بریکس " را برای یک محلول دارا می‌باشد. بیشترین استفاده در کارخانه‌های مشروب سازی و کارخانه‌های قند برای تعیین بریکس محلول قند می‌باشد.
ضریب شکست، نسبت سرعت نور دردو محیط مختلف است. سرعت نور در محیط ۱ به سرعت نوردر محیط ۲ به عنوان ضریب شکست تعریف می‌گردد. به وسیلهٔ تغییر غلظت محیط‌ها و جنس و دمای محیط این ضریب تغییر می‌کند.
اساس کار شکست سنج در تابش نور به شرط تکفام بودن آن و هدایت آن به سمت محلول مورد نظر و عبور آن می‌باشد که چون این دو محیط با هم تفاوت دارند، نور شکسته شده و با ضریب شکست محدود قابل دریافت است. میزان شکست نور مانند اثر انگشت برای محلول‌های با غلظت یکسان و در دما فشار برابر منحصربه‌فرد می‌باشد.

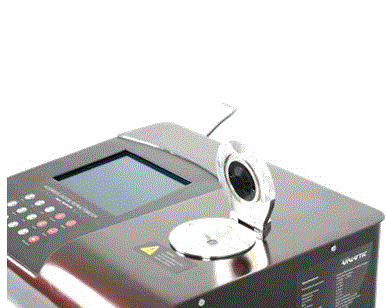
رفرکتومتر دیجیتال ساخت شرکت هولمارک

اولین بار ارنست کارل آبه از مهندسان کارخانه کارل زایس آلمان این دستگاه رادر اواخر دهه ۱۸۰۰ میلادی طراحی کرد. 
در حال حاضر 5 نوع شکست سنج موجود می‌باشد:
- شکست سنج دستی آنولوگ
- شکست سنج آبه رومیزی
- شکست سنج دستی دیجیتال
- شکست سنج خطی
- شکست سنج اتوماتیک

## نگارخانه

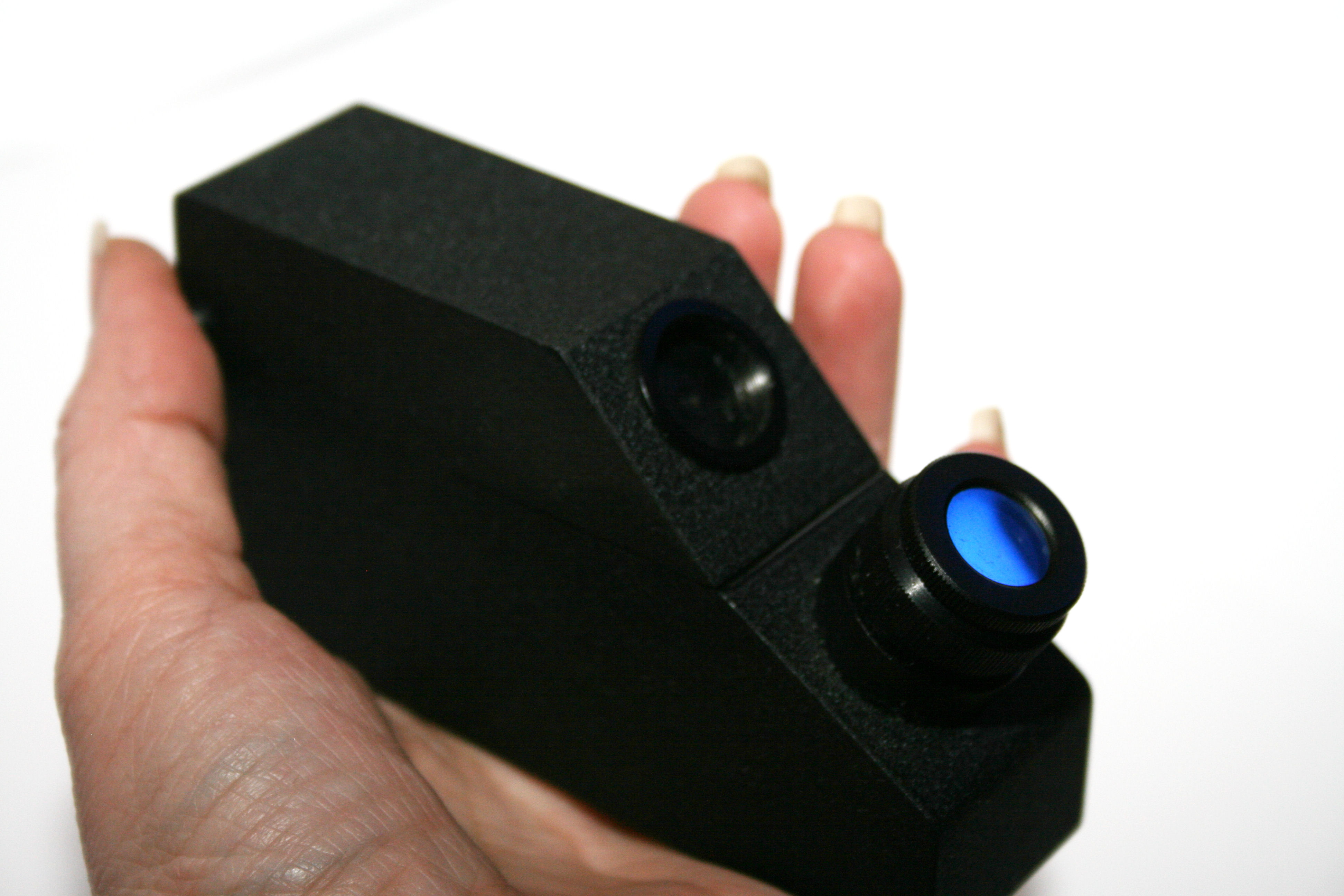
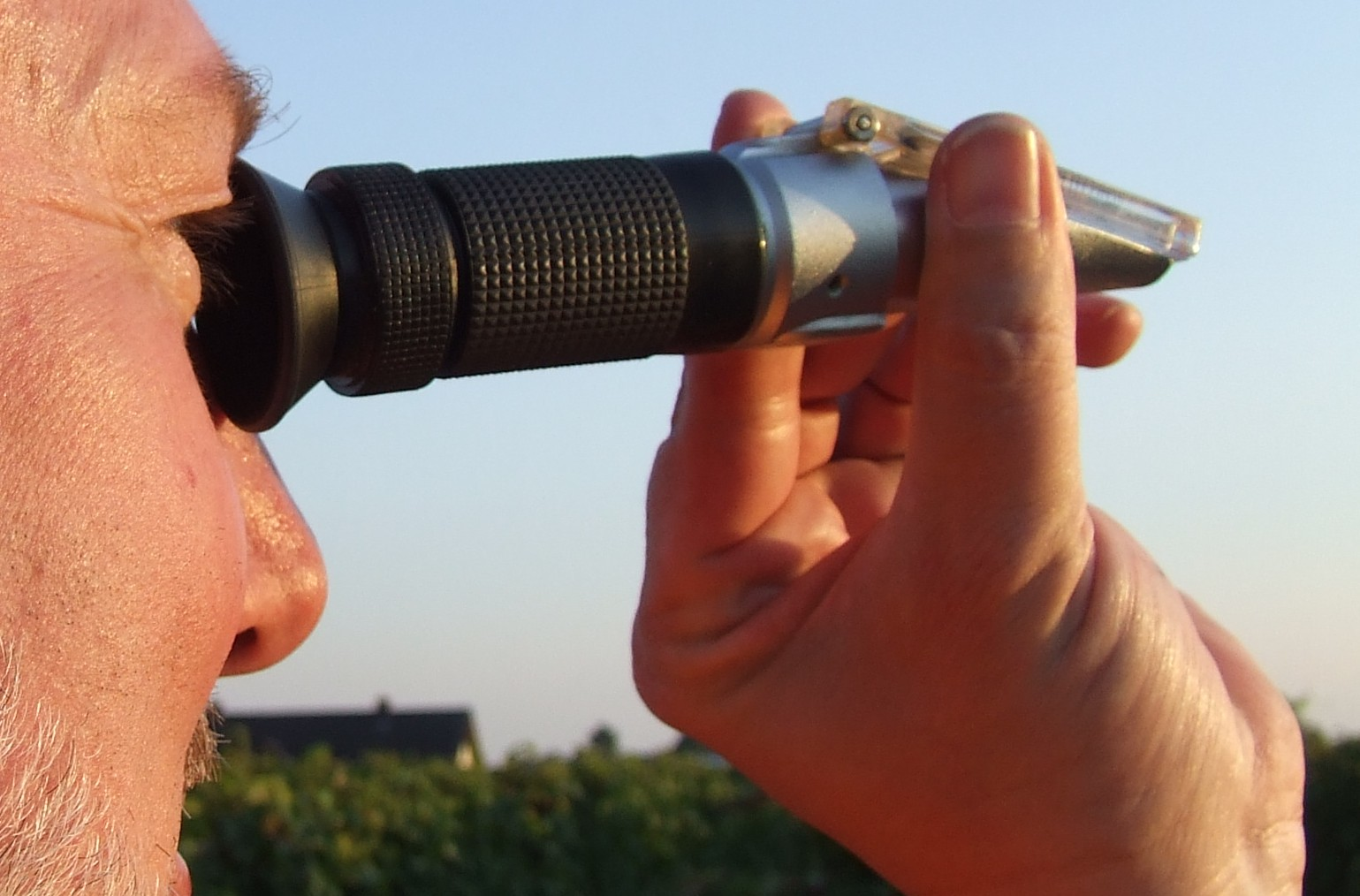
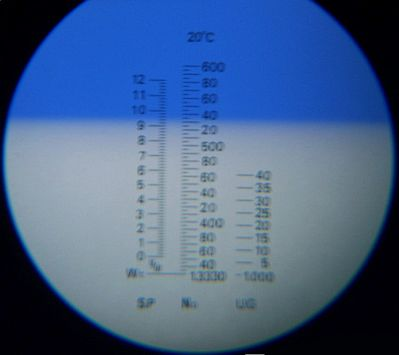

فلزیاب;گنج یاب;طلایاب
فلزیاب;گنج یاب;طلایاب;او کی ام بایگانی‌شده  در ۶ اوت ۲۰۲۰ توسط Wayback Machine
فلزیاب;گنج یاب;طلایاب;لورنز